# Kiwayu Airport
Kiwayu Airport är en flygplats i Kenya. Den ligger i den sydöstra delen av landet, 500 km öster om huvudstaden Nairobi. Kiwayu Airport ligger 8 meter över havet.
Terrängen runt Kiwayu Airport är mycket platt. Havet är nära Kiwayu Airport åt sydost.